# Hor I.
Hor I. war ein altägyptischer König (Pharao) der 13. Dynastie (Zweite Zwischenzeit), der um 1732 v. Chr. regierte. Seine Regierungsdauer ist unbekannt. Aufgrund der wenigen Funde, die ihn als Herrscher belegen, kann diese jedoch nicht sehr lang gewesen sein.

## Grabmal
Hor wurde im Bezirk der Pyramide des Amenemhet III. direkt nördlich neben dessen Pyramide bestattet. Sein Grab wurde 1894 von Jacques de Morgan in einem Schachtgrab entdeckt. Dieses bestand aus dem eigentlichen Schacht und der davon abgehenden Grabkammer.

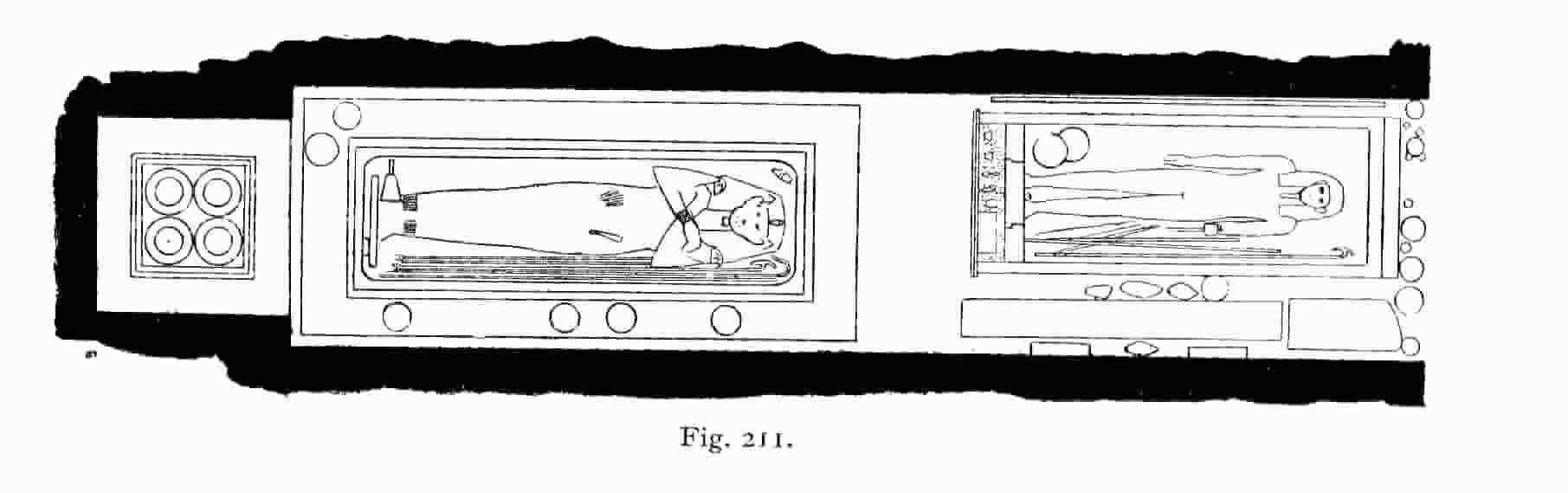
Plan des Grabes von König Hor

Die Mumie des Herrschers lag in einem undekorierten Sarkophag und einem inneren mit Goldblech beschlagenen Holzsarg. Daneben stand ein Kasten mit Insignien des Königs. Hier wurde auch die hölzerne Ka-Statue des Königs gefunden, die früher wohl mit Stuck und Blattgold überzogen war. Die Statue ist heute eines der Highlights im Ägyptischen Museum von Kairo. Die Mumie des Hor hatte auch eine einst vergoldete Maske, deren Belag aber von Grabräubern entfernt worden war. Die Leiche war nur noch als Skelett erhalten. Der Kanopenkasten des Herrschers war mit dem Thronnamen von Amenemhet III. versiegelt. Dies gab zunächst Anlass zu der Vermutung, dass Hor ein Sohn von Amenemhet III. sein könnte, der mit diesem regierte und vor ihm starb. Spätere Forscher vermuten jedoch vielmehr, dass besagtes, noch in der 13. Dynastie gebräuchliche Siegel von der Nekropolenverwaltung stammte, denn Hor liegt neben der Pyramide von Amenemhet III.
Außerhalb seines Grabes ist der Herrscher kaum belegt. Er erscheint auf einem Block aus Tanis zusammen mit dem Horusnamen Chabau eines sonst schlecht belegten Herrschers, außerdem ist er von einer kleinen Plakette in Berlin und einem beschrifteten Gefäßdeckel bekannt. In el-Lischt fand sich das Fragment einer Fayencekachel mit seinem Namen.